# Кременчуг (хоккейный клуб)
«Кременчу́г» (укр. Кременчук) — украинский клуб по хоккею с шайбой из одноимённого города в Полтавской области. Основан в 2010 году. Соучредитель Украинской хоккейной лиги.
Чемпион Украины - УХЛ Париматч сезона 2019/20 и 2024/25.

## История
9 июня 2010 года основан хоккейный клуб «Кременчуг».
25 февраля 2012 года открыта крытая ледовая арена «Айсберг», что дает толчок к развитию профессионального хоккея в городе.
В сезоне 2012/13 клуб принимает участие в молодёжной хоккейной лиге Белоруссии. Во главе клуба стояли Александр Савицкий и Игорь Архипенко.
В сезоне 2013/14 выступает в высшей лиге Белоруссии.
С сезона 2014/15 команда играет в чемпионате Украины по хоккею с шайбой. В первом же сезоне клуб одержал досрочную победу в регулярном первенстве, что позволило команде принять участие в Континентальном кубке.
В 2016 году ХК «Кременчук» стал сооснователем Украинской хоккейной лиги.
20 октября 2020 года впервые стал чемпионом Украины - УХЛ Париматч.
11 апреля 2025 года повторил успех, став двукратным чемпионом Украины по хоккею.

## Современность
20 октября 2020 года "Кременчук" впервые стал чемпионом Украины УХЛ Париматч, выиграв в решающем седьмом матче финальной серии у "Донбасса" 3:2 в овер-тайме.
В апреле 2018 года хоккеист клуба Глеб Кривошапкин выступил за Юниорскую сборную Украины по хоккею (Первый дивизион группы B). Он забил две шайбы в ворота австрийцев (во второй игре, 15 апреля). Но был травмирован в третьей игре против венгров, из-за чего далее не принимал участие.

## Результаты по сезонам
Источники:.
Сокращения: И = Игры, В = Выигрыши, ВО = Выигрыши вне основного времени игры, ПО = Поражения вне основного времени игры, П = Поражения, ГЗ = Голов забито, ГП = Голов пропущено, О = Очки, Место = Место в регулярном чемпионате
| Сезон     | Клуб        | Лига | И  | В  | ВО | ПО | П  | ГЗ  | ГП  | О   | Место   | Плей-офф               |
| 2014-2015 | «Кременчуг» | ФХУ  | 12 | 9  | 1  | 1  | 1  | 52  | 28  | 30  | 1-е с 4 | Поражение в финале     |
| 2015-2016 | «Кременчуг» | ФХУ  | 42 | 33 | 2  | 1  | 6  | 335 | 70  | 104 | 3-е с 8 | Поражение в полуфинале |
| 2016-2017 | «Кременчуг» | УХЛ  | 40 | 32 | 0  | 3  | 5  | 195 | 67  | 99  | 1-е с 6 | Поражение в финале     |
| 2017-2018 | «Кременчуг» | УХЛ  | 40 | 23 | 2  | 2  | 13 | 164 | 120 | 75  | 3-е с 6 | Поражение в финале     |

## Достижения
- Чемпионат Украины:
  -  Чемпион (2): 2020, 2025
  -  Серебряный призёр (6): 2015, 2017, 2018, 2022, 2023, 2024
  -  Бронзовый призер (3): 2016, 2019, 2021